# Oreo
Az Oreo (angol kiejtése: ˈɔːrioʊ) egy krémmel töltött szendvicskeksz márkaneve, amelyet a Mondelez International gyárt. Az Egyesült Államokban a Nabisco márkanév alatt forgalmazzák. A huszonegyedik században a világ legnépszerűbb kekszévé vált.
Több, mint száz országban kapható.

## A név eredete
A név eredetére többféle elmélet létezik. Egyes elméletek szerint a francia or (arany) szóból származik az Oreo név, míg mások szerint a görög ωραίος ("szép, mutatós") szóból. Mások szerint azért kapta ezt a nevet, mert rövid és könnyű kiejteni. Stella Parks szerint az Oreo az Oreodaphne nevű növénynemzetségről kapta a nevét.

## Rövid története
Az Oreót "Oreo Biscuit" néven mutatta be a National Biscuit Company (ma Nabisco) 1912-ben. Az Oreo márkanevet 1912. március 14-én jegyezték be. A keksz a Sunshine Biscuits által gyártott Hydrox nevű keksz másolataként  indult. Az első Oreót 1912. március 6-án adták el egy hobokeni kereskedőnek.

## Napjainkban
Az Oreo manapság az egész világon kapható. A Time magazin 2012. márciusi száma szerint több, mint 450 milliárd Oreót gyártanak világszerte.
2015-ben a Mondelez bejelentette, hogy bezárja néhány amerikai gyárát, és Mexikóba helyezi át a gyártást. Emiatt többen is bojkottálták az Oreót. 2016-ban az AFL-CIO bátorította a bojkottot, és útmutatót adott ki, amely beazonosította, hogy mely Mondelez termékek készülnek Mexikóban.
2016 júliusában a chicagói gyártás leállt.

## Mint kifejezés
Az "Oreo" kifejezést időnként sértő szóként is használják olyan fekete emberekre, akik úgy próbálnak viselkedni, mint a fehérek.